# Staffelabschreibung
Die Staffelabschreibung (Staffel-AfA) ist eine Methode der planmäßigen zeitabhängigen staffelartigen Absetzung für Abnutzung.
Sie grenzt sich als Sonderform der degressiven Abschreibung von der linearen Abschreibung ab. Sie gibt vor, eine bestimmte Anzahl von Jahren mit dem gleichen Prozentsatz abzuschreiben. Danach folgen ein oder mehrere Zeiträume mit niedrigeren Prozentsätzen, wodurch die Abschreibungsbeträge stufenweise sinken.

## Situation in Deutschland
Die Staffel-AfA ist steuerrechtlich für Gebäude im Inland zulässig. Sie ist vom Zeitpunkt der Anschaffung bzw. Herstellung sowie von der Art des Gebäudes (Wirtschafts- oder Wohngebäude) abhängig. Es existieren verschiedene Staffeln, die in § 7 Abs. 5 EStG geregelt sind.

### Beispiele
- vor dem 1. Januar 1994 angeschaffte oder hergestellte Wirtschaftsgebäude:
  - Jahre 1 bis 4: jährlich 10 %
  - Jahre 5 bis 7: jährlich 5 %
  - Jahre 8 bis 25: jährlich 2,5 %
- nach dem 28. Februar 1989 und vor dem 1. Januar 1996 angeschaffte oder hergestellte Wohngebäude:
  - Jahre 1 bis 4: jährlich 7 %
  - Jahre 5 bis 10: jährlich 5 %
  - Jahre 11 bis 16: jährlich 2 %
  - Jahre 17 bis 40: jährlich 1,25 %